# Sintoria rossi
Sintoria rossi là một loài ruồi trong họ Asilidae. Sintoria rossi được Wilcox miêu tả năm 1972. Loài này phân bố ở vùng Tân nhiệt đới và Tân Bắc giới.